# Plica (Anatomie)
Eine Plica (Mz.: plicae) ist in der Medizin (genauer der Anatomie) eine Falte, die von einer Schleimhaut, dem Bauchfell oder anderen Geweben gebildet wird:
- Plica aryepiglottica
- Plica caecalis vascularis
- Plica chordae tympani
- Plica duodenojejunalis
- Plica duodenomesocolica
- Plica fimbriata linguae
- Plica gastropancreatica
- Plica glossoepiclottica lateralis und -mediana
- Plica hepatopancreatica
- Plicaileocaecalis
- Plica incudialis
- Plica interureterica
- Plica lacrimalis
- Plica lata uteri
- Plica lateralis (Kniefalte)
- Plica longitudinalis duodeni
- Plica mallearis anterior und -posterior
- Plica mediopatellaris
- Plica nervi laryngei superioris
- Plica neuropathica
- Plica paraduodenalis
- Plica pterygomandibularis
- Plica rectouterina
- Plica salpingopalatina
- Plica semilunaris coli
- Plica semilunaris comjunctivae
- Plica semilunaris faucium
- Plica spiralis (Heistner-Klappe)
- Plica stapedialis
- Plica sublingualis
- Plica synovialis infrapatellaris
- Plica triangularis
- Plica umbilicalis lateralis, -medialis und -mediana
- Plica vesicalis transversa
- Plica vestibularis
- Plica vocalis (eine Stimmfalte)